# Almussafes (kommunhuvudort)
Almussafes är en kommunhuvudort i Spanien.   Den ligger i provinsen Província de València och regionen Valencia, i den östra delen av landet, 300 km öster om huvudstaden Madrid. Almussafes ligger 8 meter över havet och antalet invånare är 7 459.
Terrängen runt Almussafes är huvudsakligen platt, men västerut är den kuperad.Runt Almussafes är det ganska tätbefolkat, med 248 invånare per kvadratkilometer. Närmaste större samhälle är Algemesí, 10,4 km söder om Almussafes. Trakten runt Almussafes består till största delen av jordbruksmark.